# Squash nos Jogos Pan-Americanos de 2023 - Duplas femininas
O torneio de duplas femininas do squash nos Jogos Pan-Americanos de 2023 foi disputado em 2 e 3 de novembro de 2023 no Centro Esportivo de Raquetes, localizado no cluster do Estádio Nacional. Um total de 16 competidoras de 8 Comitês Olímpicos Nacionais (CON) participaram do evento.

## Calendário
Horário local (UTC−3).
| Data          | Hora  | Fase             |
| ------------- | ----- | ---------------- |
| 2 de novembro | 10:30 | Quartas de final |
| 2 de novembro | 17:00 | Semifinais       |
| 3 de novembro | 18:00 | Final            |

## Medalhistas
| Ouro   | COL Laura Tovar e Lucía Bautista                                    |
| Prata  | USA Amanda Sobhy e Olivia Fiechter                                  |
| Bronze | CHI Ana María Pinto e Giselle Delgado BAR Meagan Best e Margot Prow |

## Resultados
A competição foi realizada em dois dias até a definição das medalhistas. As perdedoras das semifinais garantiram automaticamente as medalhas de bronze.
|  | Quartas de final                        | Quartas de final                        | Quartas de final                     | Quartas de final                   | Quartas de final |                                         |                                         | Semifinais | Semifinais | Semifinais | Semifinais | Semifinais |  |  | Final                                | Final                                | Final | Final | Final |
|  |                                         |                                         |                                      |                                    |                  |                                         |                                         |            |            |            |            |            |  |  |                                      |                                      |       |       |       |
|  | MEX Luz Domínguez MEX Diana Gasca       | MEX Luz Domínguez MEX Diana Gasca       | 9                                    | 9                                  |                  |                                         |                                         |            |            |            |            |            |  |  |                                      |                                      |       |       |       |
|  | CHI Ana María Pinto CHI Giselle Delgado | CHI Ana María Pinto CHI Giselle Delgado | 11                                   | 11                                 |                  |                                         |                                         |            |            |            |            |            |  |  |                                      |                                      |       |       |       |
|  | CHI Ana María Pinto CHI Giselle Delgado | CHI Ana María Pinto CHI Giselle Delgado | 11                                   | 11                                 |                  | CHI Ana María Pinto CHI Giselle Delgado | CHI Ana María Pinto CHI Giselle Delgado | 3          | 4          |            |            |            |  |  |                                      |                                      |       |       |       |
|  |                                         |                                         |                                      |                                    |                  | CHI Ana María Pinto CHI Giselle Delgado | CHI Ana María Pinto CHI Giselle Delgado | 3          | 4          |            |            |            |  |  |                                      |                                      |       |       |       |
|  |                                         | USA Amanda Sobhy USA Olivia Fiechter    | USA Amanda Sobhy USA Olivia Fiechter | 11                                 | 11               |                                         |                                         |            |            |            |            |            |  |  |                                      |                                      |       |       |       |
|  | ECU María Paula Moya ECU María Buenaño  | ECU María Paula Moya ECU María Buenaño  | USA Amanda Sobhy USA Olivia Fiechter | 11                                 | 11               | 5                                       | 8                                       |            |            |            |            |            |  |  |                                      |                                      |       |       |       |
|  | ECU María Paula Moya ECU María Buenaño  | ECU María Paula Moya ECU María Buenaño  |                                      |                                    |                  | 5                                       | 8                                       |            |            |            |            |            |  |  |                                      |                                      |       |       |       |
|  | USA Amanda Sobhy USA Olivia Fiechter    | USA Amanda Sobhy USA Olivia Fiechter    | 11                                   | 11                                 |                  |                                         |                                         |            |            |            |            |            |  |  |                                      |                                      |       |       |       |
|  |                                         |                                         |                                      |                                    |                  |                                         |                                         |            |            |            |            |            |  |  | USA Amanda Sobhy USA Olivia Fiechter | USA Amanda Sobhy USA Olivia Fiechter | 9     | 11    | 9     |
|  |                                         |                                         | COL Laura Tovar COL Lucía Bautista   | COL Laura Tovar COL Lucía Bautista | 11               | 3                                       | 11                                      |            |            |            |            |            |  |  |                                      |                                      |       |       |       |
|  | BAR Meagan Best BAR Margot Prow         | BAR Meagan Best BAR Margot Prow         | 11                                   | 11                                 |                  |                                         |                                         |            |            |            |            |            |  |  |                                      |                                      |       |       |       |
|  | EAI Darlyn Sandoval EAI Winifer Bonilla | EAI Darlyn Sandoval EAI Winifer Bonilla | 5                                    | 3                                  |                  |                                         |                                         |            |            |            |            |            |  |  |                                      |                                      |       |       |       |
|  | EAI Darlyn Sandoval EAI Winifer Bonilla | EAI Darlyn Sandoval EAI Winifer Bonilla | 5                                    | 3                                  |                  | BAR Meagan Best BAR Margot Prow         | BAR Meagan Best BAR Margot Prow         | 5          | 5          |            |            |            |  |  |                                      |                                      |       |       |       |
|  |                                         |                                         |                                      |                                    |                  | BAR Meagan Best BAR Margot Prow         | BAR Meagan Best BAR Margot Prow         | 5          | 5          |            |            |            |  |  |                                      |                                      |       |       |       |
|  |                                         | COL Laura Tovar COL Lucía Bautista      | COL Laura Tovar COL Lucía Bautista   | 11                                 | 11               |                                         |                                         |            |            |            |            |            |  |  |                                      |                                      |       |       |       |
|  | CAN Nikole Todd CAN Hollie Naughton     | CAN Nikole Todd CAN Hollie Naughton     | COL Laura Tovar COL Lucía Bautista   | 11                                 | 11               | 11                                      | 4                                       | 3          |            |            |            |            |  |  |                                      |                                      |       |       |       |
|  | CAN Nikole Todd CAN Hollie Naughton     | CAN Nikole Todd CAN Hollie Naughton     |                                      |                                    |                  | 11                                      | 4                                       | 3          |            |            |            |            |  |  |                                      |                                      |       |       |       |
|  | COL Laura Tovar COL Lucía Bautista      | COL Laura Tovar COL Lucía Bautista      | 7                                    | 11                                 | 11               |                                         |                                         |            |            |            |            |            |  |  |                                      |                                      |       |       |       |